# Château de Castevoli
Ne doit pas être confondu avec Forteresse de Verrucole.
Le château de Castevoli (en italien : Castello di Castevoli), est un ancien château médiéval qui est situé dans la commune de  Mulazzo, dans la province de Massa-Carrara en Toscane,.
C'est un petit château de la Lunigiana qui a appartenu à l'une des branches des Malaspina dello Spino Secco.

## Historique
Le village de Castevoli, dominé par le château féodal, doit son nom au toponyme Casteolo, c'est-à-dire terrain fortifié, est une frazione de la commune de Mulazzo entre les Alpes apuanes et les Apennins, située au cœur d'une vallée secondaire où passait la voie romaine menant à Plaisance.
Les premières nouvelles de la fortification remontent à 1077 avec la concession du pays par l'empereur Henri III aux marquis Ugo et Folco d'Este, descendants des Obertenghi comme les Malaspina.
En 1416 à 1464, le château est cédé à la république de Gênes. En 1561, Castevoli devient un fiel indépendant et le château fait l'objet d'importantes restaurations par le marquis Tommaso II Malaspina. Son fils Francesco qui lui succéda en 1603 acheva les travaux. Le fief de Castevoli s'éteignit en 1757 et le château passa aux marquis de Villafranca in Lunigiana. En 1759, le château revient à Tommaso III Malaspina (it) jusqu'en 1797,  date à laquelle s'achève la domination des Malaspina. 
À partir de ce moment, le château est abandonné et subit de nombreux dommages. Ce n'est qu'en 1991 que sa restauration est mis en œuvre par le peintre Loris Nelson Ricci et son épouse Erica End En 1998, les travaux sont achevés pour l'ouverture d'un atelier de peinture

## Description
Le village de Castevoli se caractérise par une entrée protégée par deux portes et par une tour cylindrique massive en pierre. À l'entrée du village se trouve un bas-relief de la Vierge à l'Enfant du XVe siècle. Le château est dominé par une haute tour cylindrique et possède une grande cour intérieure triangulaire entourée du donjon et de la tour reliés entrent-elles.
L'église à l'intérieur du village est antérieure à la construction du château, mais en 1948, le toit s'est effondré, rendant la structure inutilisable et dans un état de délabrement évident, bien que certaines fresques soient encore visibles.

## Galerie

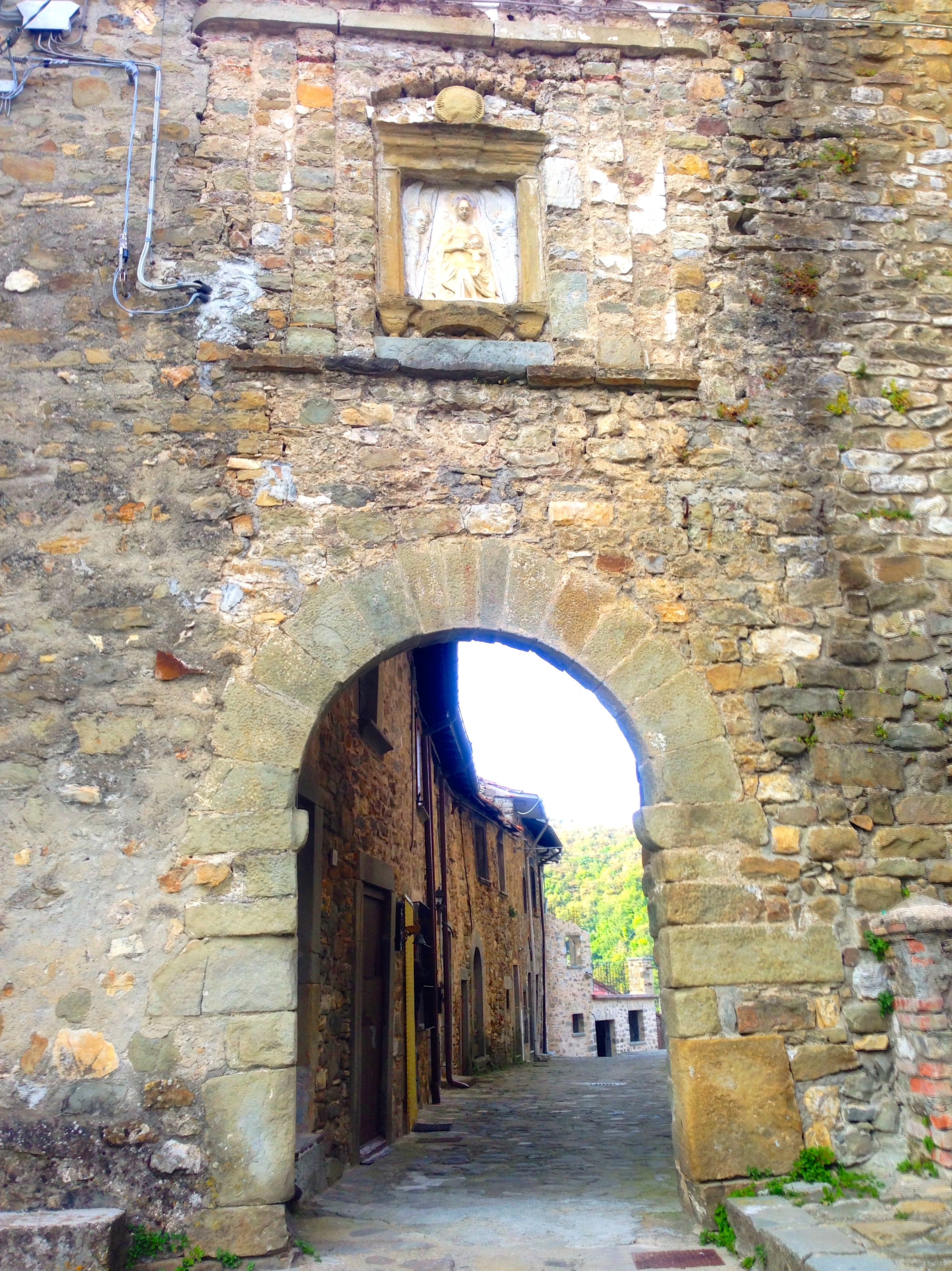
La porte à la Vierge et l'Enfant.
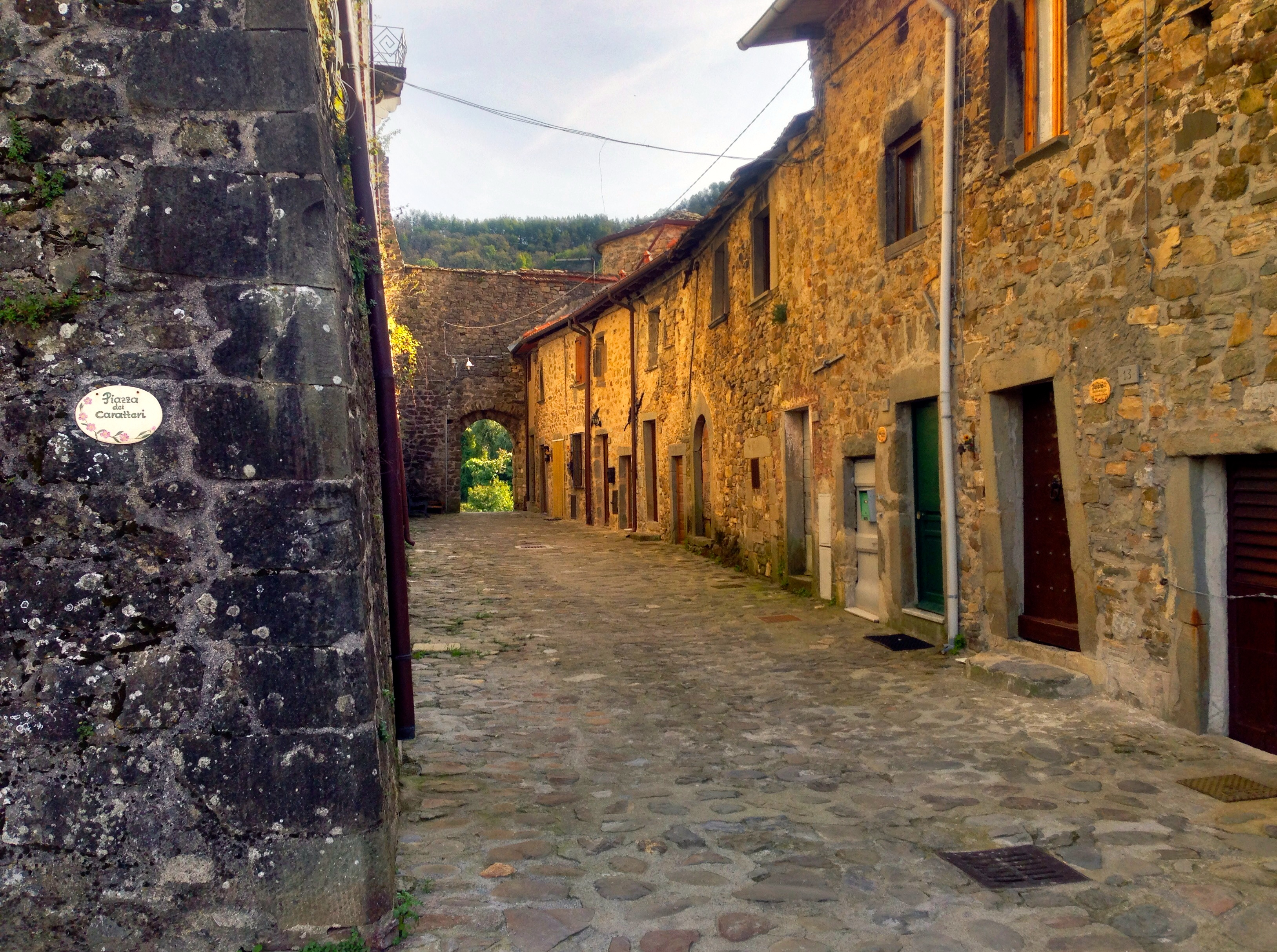
La place du village.